# Атрофия
Атрофи́я (лат. atrophia от др.-греч. ἀτροφία — отсутствие пищи, голодание) — расстройство питания, прижизненное уменьшение размеров клеток, тканей, органов животных и человека. Патология характеризуется нарушением или прекращением функции органов (тканей), нередко сопровождается  его (их) разной степени уменьшением в размерах.
В переносном смысле атрофией называют притупление, утрату определённого чувства или способности (например, «атрофия совести»).

## Классификация
Атрофию делят на физиологическую и патологическую. Физиологическая атрофия (возрастная инволюция) наблюдается на протяжении всей жизни человека и происходит в вилочковой железе, половых железах, костях, межпозвоночных дисках.
Патологическая атрофия подразделяется на общую атрофию (кахексия) и местную. Различают следующие виды местной атрофии: 
- Дисфункциональная атрофия
- Атрофия, вызванная недостаточностью кровоснабжения
- Атрофия, вызванная давлением
- Нейротическая атрофия
- Атрофия под воздействием физических и химических факторов[1]

## Этиология
Атрофия возникает как в результате наследственных причин, так и вследствие длительного бездеятельного состояния организма, недостаточности питания, действия повреждающих факторов.
Местная атрофия возникает от различных причин. Дисфункциональная или атрофия от бездействия развивается в результате снижения функции органа, например, при переломах костей и заболеваниях суставов, ограничивающих движения. 
Атрофия, вызванная недостаточностью кровоснабжения развивается вследствие сужения артерий, питающих данный орган, например, при атеросклерозе коронарных артерий. 
Атрофия, вызванная давлением развивается вследствие постоянного воздействия повышенного давления на окружающие ткани, например, атрофия зрительного нерва при глаукоме и атрофия ткани мозга при гидроцефалии. 
Нейротическая атрофия возникает при нарушении иннервации ткани, например, атрофия скелетных мышц в результате разрушения мотонейронов при полиомиелите. 
Атрофия под воздействием физических и химических факторов возникает например под действием лучевой энергии (атрофия костного мозга) или при длительном применении кортикостероидов (атрофия коры надпочечников).

## Атрофия мышц
Является следствием ряда заболеваний суставов, периферических нервов и спинного мозга(параличи), травм мышц, интоксикаций, злокачественных опухолей, авитаминоза Е и В, голодания и др.
В хирургической практике имеют значение следующие виды атрофии:
1. Нейропатическая, возникающая вследствие первичного поражения крупных нервных стволов или спинного мозга.
2. Ишемическая, появляющаяся на почве тромбоза крупных сосудов и их ветвей или сдавливания питающей артерии опухолью, рубцовой тканью и т.д.
3. Функциональная, или от бездеятельности, возникающая вследствие ограничения функции движения при многих заболеваниях.[3]